# Dilophosaurus
Dilophosaurus („ještěr se dvěma hřebeny“) byl rod vývojově primitivního teropodního dinosaura z období rané jury.

## Popis

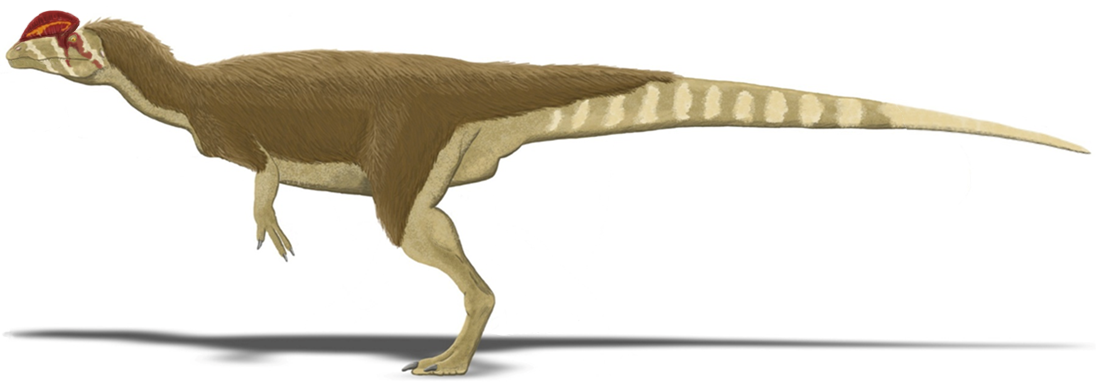
Dilophosaurus wetherilli - rekonstrukce

Dilophosaurus žil přibližně před 193 miliony let v období spodní jury. Byl to po dvou chodící masožravý dinosaurus dlouhý kolem 7 metrů a vážící asi 350 až 400 kilogramů. Podle odborné práce z roku 2021 měřil nejdelší známý a detailněji popsaný exemplář rovných 7 metrů a zaživa vážil asi 726 kilogramů.
Pojmenován je podle dvou typických půlkruhových hřebenů na lebce. Jeho fosílie byly objeveny v americké Arizoně (1942). Diskutabilní exemplář je však také znám z čínského Jün-nanu (dnes nese vlastní rodové jméno Sinosaurus).
V červenci roku 2020 byla vydána souborná monografie o tomto rodu teropoda. Vyplývá z ní, že dilophosaurus byl celkově podobnější velkému nelétavému ptákovi než velkému ještěrovi. Jeho příbuznými byly například rody Zupaysaurus a Cryolophosaurus, kteří rovněž nespadají do kladů Ceratosauria nebo Coelophysidae, ale jsou zástupci kladu Neotheropoda mimo skupinu Averostra. Zmíněná odborná práce také prokázala, že se jednalo o dinosaura v mnoha ohledech podobnějšího dnešním ptákům než ještěrům (což se týká fyziologie, anatomie i ekologie), a to i přesto, že šlo o vývojově relativně primitivního teropoda.

## Druhy
K rodu Dilophosaurus jsou obvykle řazeny tři druhy: D. wetherilli, D. breedorum a D. sinensis. Poslední jmenovaný však s velkou pravděpodobností vůbec pod rod Dilophosaurus nepatří; důvodem tehdejší mylné klasifikace byla přítomnost hřebenu na lebce, který se však, jak se později ukázalo, vyskytoval i u jiných teropodů. Ze Severní Ameriky je kromě D. wetherilli popsán rovněž druh D. breedorum.

## Paleobiologie
Podle některých odborníků byl převážně mrchožroutem, protože jeho hřebeny byly velmi křehké a jeho čelisti poměrně slabé. Svoje oběti ale mohl napadat také ostrými drápy na všech končetinách. V roce 2007 byla za pomoci počítačového modelu odhadnuta maximální rychlost běhu tohoto teropoda (pro jedince o hmotnosti 430 kg) na 10,5 m/s (37,8 km/h). Ve vědecké studii z roku 2022 byly dokonce porovnány "atletické" dovednosti dilofosaura a světového rekordmana v běhu na 100 metrů, Jamajčana Usaina Bolta.
Výzkum rozpětí elevace předních končetin dilofosaura dokládá, že tento teropod měl omezený rozsah pohybu a dokázal se svými předními končetinami pouze přidržovat zmítající se kořist. První kontakt s tělem kořisti pak u něho zajišťovala hlava a čelisti, funkce paží byla pouze doplňková (v podobě fixace kořisti).

## Klasifikace
Ačkoli bývá řazen do nadčeledi Coelophysoidea, jeho pozice mezi těmito ranými teropody je stále otázkou diskuzí. Nejistá je rovněž platnost samotné čeledi Dilophosauridae, která vzhledem ke skutečnosti, že se jedná o monotypický taxon, by měla být neaktivní.

## V populární kultuře
Dilofosaurus se dostal do povědomí laické veřejnosti zejména díky své záporné "roli" ve filmu Jurský park z roku 1993. Zde byl vybaven rozpínavým krčním límcem a plival jakousi pálivou toxickou hmotu, oslepující kořist. Ve skutečnosti ale žádné takové anatomické znaky dilofosaurus nevykazoval, navíc byl podstatně větší, než jak je zobrazen ve slavném filmu (kde byl vysoký jen lehce přes 1 metr a dlouhý asi 3 metry).